# Monday Night Football
Monday Night Football (abbreviato in MNF) è un programma televisivo della National Football League, trasmesso sul canale ESPN.

## La trasmissione
Il programma, che debuttò il 21 settembre 1970, trasmette in diretta una partita del massimo campionato, organizzata per la serata del lunedì in modo da garantire un maggior risalto e una migliore audience.

### Rapporto con il calendario
Per evitare di incidere eccessivamente sul calendario stagionale, il Monday Night non è previsto durante l'ultima settimana della stagione regolare.

## Influenza culturale
Grazie anche al programma, l'espressione Monday night si è poi diffusa a livello di massa per indicare un evento fissato al lunedì sera: l'idea è stata ripresa in altre discipline oltre al football, tra cui la pallacanestro, il baseball, l'hockey e il calcio.

## Spettatori
Nel seguente grafico è riportata la media annuale di spettatori a partita (in milioni) registrata dal Monday Night Football negli Stati Uniti, insieme a quelle di altri programmi che trasmettono partite della NFL in prima serata come il Thursday Night Football (TNF) e il Sunday Night Football (SNF), insieme alla media del totale delle partite messe in onda dalla lega.
Media spettatori TV/Streaming a partita (milioni)Anno0510152025201420162018202020222024Totale National Football LeagueThursday Night FootballMonday Night FootballSunday Night Football
Fonti dati: Nielsen.com Statista SportsMediaWatch